# Inostemma kiefferi
Inostemma kiefferi är en stekelart som beskrevs av Tölg 1914. Inostemma kiefferi ingår i släktet Inostemma och familjen gallmyggesteklar. Inga underarter finns listade i Catalogue of Life.